# René Fillet
René Fillet est un bibliothécaire français, pionnier de la lecture publique et des bibliobus, né à Saint-Marcellin (Isère) le 15 avril 1921 et mort à Beaumont-la-Ronce (Indre-et-Loire) le 25 août 1996.

## Biographie

### Premières expériences en bibliothèque
Parce qu'il était titulaire d'un permis "poids lourds" acquis pour pouvoir, pendant la guerre, assurer le ramassage du lait pour la laiterie familiale, René Fillet est entrainé dans l'aventure du bibliobus, patronné par Madeleine Thomas : en même temps qu’il commence ses études de droit il devient en 1946 sous-bibliothècaire à la bibliothèque centrale de prêt de l’Isère. Ce travail d’étudiant le séduit et décide de sa carrière : après l’obtention de son doctorat de droit, il devient en 1952 bibliothécaire à Saintes, puis à Blois.

### Directeur de la bibliothèque de Tours
Nommé en 1953 à Tours, à la fois comme directeur de la bibliothèque municipale de Tours et directeur de la bibliothèque centrale de prêt d’Indre-et-Loire, il s’y fait connaître pour ses actions en faveur de la lecture publique. Il crée le premier bibliobus scolaire de France en 1956, promeut le développement d’une flottille de bibliobus en Indre-et-Loire et crée plusieurs annexes de la bibliothèque municipale de Tours. Il participe en 1967 au plan décennal de développement de la lecture publique et s'occupe activement de la formation tant des bibliothécaires (stages) que des agents de la fonction publique (formation par correspondance)

### Directeur de la BPI
Nommé en 1977 directeur de la Bibliothèque publique d'information du Centre Georges-Pompidou, il occupe cette fonction jusqu’à sa retraite en 1983.

### Vie privée
En 1953, René Fillet épouse Marie Médard.
René Fillet a été maire de  Beaumont-la-Ronce de 1983 à 1989.

## Sources
- René Fillet par lui-même
- René Fillet : biographie à plusieurs voix. Paris : Bibliothèque publique d'information/Centre Georges Pompidou, 1997.
- René Fillet : biographie à plusieurs voix, Bulletin des bibliothèques de France (BBF), 1998, n° 4, p. 150-150.
- En ligne : https://bbf.enssib.fr/consulter/bbf-1998-04-0150-006 ISSN 1292-8399.
- René Fillet, le patron, 1921-1996 [5]

- René Fillet, Le bibliothécaire, (1921-1996) http://ylnath.free.fr/memorialistes/rene_fillet/rene_fillet.html